# Nicholas Sparks (écrivain)
Pour les articles homonymes, voir Sparks.
Œuvres principales
- Les Pages de notre amour
- Une bouteille à la mer
- À tout jamais
- Les Rescapés du cœur
- Le Tournant de la vie

Nicholas Charles Sparks, né le 31 décembre 1965 à Omaha, au Nebraska, est un écrivain américain. Ses romans évoquent les rencontres amoureuses et l'amour en général.

## Biographie

### Jeunesse et  formation
Nicholas Sparks est le fils de Patrick Michael Sparks, professeur, et de Jill Emma Marie (née Thoene) Sparks. Il a un frère aîné, Michael Earl « Micah » Sparks, et une sœur plus jeune, Danielle « Dana » Sparks, décédée en 2000 à l'âge de 33 ans.
En 1984, il achève ses études secondaires à la Bella Vista High School (en) en Californie avec le titre honorifique de Valedictorian et s'installe dans le New Hampshire où il est admis au Notre Dame College (New Hampshire) (en), une université catholique, il fait partie des sportifs de l'université, c'est ainsi qu'il remportera le 4 x 800 en équipe. Il termine ses études en 1988 et sort diplômé. Blessé au cours d'une rencontre sportive, il renonce à une carrière sportive pour envisager celle d'écrivain
Le 22 juillet 1989, il épouse Cathy Cote rencontrée pendant ses années à l'université. Le couple s'installe à Sacramento en Californie.

### Carrière
En 1992, il devient représentant en produits pharmaceutiques et est muté à Greenville, en Caroline du Sud. C'est là qu'il écrit son premier roman Les Pages de notre amour (The Notebook). Mais il lui faut attendre deux ans avant d'être découvert par Theresa Park (en) qui décide d'être son agent et de publier son roman en octobre 1996. Celui-ci devient rapidement un best-seller.
Nicholas Sparks déménage ensuite à New Bern, en Caroline du Nord, et écrit d'autres romans dont À tout jamais (A Walk to Remember) en 1999, inspiré par sa propre sœur décédée.
Certains d'entre eux ont été adaptés au cinéma, : Une bouteille à la mer (1999), Le Temps d'un automne (2002) tiré de À tout jamais, N'oublie jamais (2004), tiré du roman Les Pages de notre amour, Nos nuits à Rodanthe, tiré du roman Le Temps d'un ouragan, Cher John (2010), La Dernière Chanson (2010), et Un havre de paix (2013). Le film Une seconde chance est sorti en 2014, Chemins croisés en 2015, Un choix en 2016.

### Vie privée
Nicholas Sparks a cinq enfants, Miles, Ryan, Landon, Lexie et Savannah, en Caroline du Nord, de sa femme dont il est séparé au bout de 25 années de vie commune,. Il a pour habitude de donner à ses personnages, les noms de ses enfants.

## Regards sur son œuvre

### Thématiques
Le romancier fixe trois règles générales pour ses romans : des personnages sympathiques, une histoire d'amour, et des récits qui prennent place en Caroline du Nord. En 2024, il maintient ces règles mais remplace les personnages sympathiques par un épilogue inattendu. De plus, dans chacun de ses romans, au moins un personnage proche des protagonistes principaux décède avant la fin du récit,.

### Critiques
Les critiques littéraires décrient la quasi-totalité de l'œuvre de l'écrivain. Même chose pour les critiques cinématographiques où ses adaptations reçoivent un mauvais accueil sur les agrégateurs de critiques,.
Il suscite la controverse par certaines remarques homophobes et xénophobes, ainsi que par des éléments de son œuvre, mettant l'accent sur les valeurs traditionnelles de l’Amérique blanche conservatrice. L'adaptation de Notebook en comédie musicale a suscité des critiques de la part de membres de la communauté LGBT, notamment en révélant que son attitude homophobe serait une constante.
Malgré ces critiques et controverses, l'écrivain demeure une valeur sûre de la littérature populaire en tant que maître de la romance et auteur de best-sellers. Même chose pour ses adaptations qui ont déjà rapporté plus d’un milliard de dollars dans les caisses des grands studios d'Hollywood.

## Œuvres
- Les Pages de notre amour, Robert Laffont, 1997 ((en) The Notebook, 1996)
- Une bouteille à la mer, Robert Laffont, 1999 ((en) Message in a Bottle, 1998)
- À tout jamais (en), Robert Laffont, 2000 (A Walk to Remember, 1999)
- Les Rescapés du cœur, Robert Laffont, 2002 ((en) The Rescue, 2000)
- Le Tournant de la vie (en), Robert Laffont, 2004 (A Bend in the Road, 2001)
  - Publié également sous le titre ''Une flamme pour l'amour''
- Le Temps d'un ouragan, Robert Laffont, 2003 ((en) Nights in Rodanthe, 2002)
- Le Gardien de son cœur, Robert Laffont, 2006 ((en) The Guardian, 2003)
- Comme avant, Robert Laffont, 2005 ((en) The Wedding, 2003)
- Trois semaines avec mon frère, 2006 ((en) Three Weeks with My Brother, 2004)
- La Raison du cœur, Robert Laffont, 2007 ((en) True Believer, 2005)
- Premier Regard, Robert Laffont, 2008 ((en) At First Sight, 2005)
- Cher John, Michel Lafon, 2014 ((en) Dear John, 2006)
- Un choix, Michel Lafon, 2009 ((en) The Choice, 2007)
- Le Porte-bonheur, Michel Lafon, 2011 ((en) The Lucky One, 2008)
- La Dernière Chanson, Michel Lafon, 2010 ((en) The Last Song, 2009)
- Un havre de paix, Michel Lafon, 2012 ((en) Safe Haven, 2010)
- Une seconde chance, Michel Lafon, 2013 ((en) The Best of Me, 2011)
- Le plus beau des chemins, Michel Lafon, 2014 ((en) The Longest Ride, 2013)
- Si tu me voyais comme je te vois, Michel Lafon, 2016 ((en) See Me, 2015)
- Tous les deux, Michel Lafon, 2017 ((en) Two by Two, 2016)
- Au rythme de ton souffle, Michel Lafon, 2018 ((en) Every Breath, 2018)
- Retrouvailles, Michel Lafon, 2023 ((en) The Return, 2020)
- Fais un vœu, Michel Lafon, 2023 ((en) The Wish, 2021)
- Le Royaume des rêves, Michel Lafon, 2022 ((en) Dreamland, 2022)
- (en) Counting Miracles, 2024

## Adaptations cinématographiques
Les titres des romans et des adaptations sont homonymes sauf précisions.
- 1999 : Une bouteille à la mer (Message in a Bottle), film américain réalisé par Luis Mandoki, avec Kevin Costner et Robin Wright
- 2001 : Le Temps d'un automne (A Walk to Remember), film américain réalisé par Adam Shankman, avec Mandy Moore et Shane West ; adaptation du roman À tout jamais (1999)
- 2004 : N'oublie jamais (The Notebook), film américain réalisé par Nick Cassavetes, avec Rachel McAdams et Ryan Gosling ; adaptation du roman Les Pages de notre amour (1996)
- 2008 : Nos nuits à Rodanthe, film américain réalisé par George C. Wolfe, avec Richard Gere et Diane Lane ; adaptation du roman Le Temps d'un ouragan (2002)
- 2010 : Cher John (Dear John), film américain réalisé par Lasse Hallström, avec Amanda Seyfried et Channing Tatum
- 2010 : La Dernière Chanson (The Last Song), film américain réalisé par Julie Anne Robinson, avec Miley Cyrus et Liam Hemsworth, Sparks est également scénariste.
- 2012 : The Lucky One, film américain réalisé par Scott Hicks, avec Zac Efron et Taylor Schilling ; adaptation du roman Le Porte-bonheur (2008)

À partir d’Un havre de paix, Sparks sera également producteur des adaptations de son œuvre.
- 2013 : Un havre de paix (Safe Haven), film américain réalisé par Lasse Hallström, avec Josh Duhamel et Julianne Hough
- 2014 : Une seconde chance (The Best of Me), film américain réalisé par Michael Hoffman, avec James Marsden et Michelle Monaghan
- 2015 : Chemins croisés (The Longest Ride), film américain réalisé par George Tillman Jr., avec Britt Robertson et Scott Eastwood
- 2016 : Un choix (The Choice), film américain réalisé par Ross Katz, avec Benjamin Walker et Teresa Palmer[28]
- 2026 : Remain de M. Night Shyamalan, d'après une idée commune de Nicholas Sparks et M. Night Shyamalan. Le premier en a tiré un roman, le second a écrit un scénario